# Napierki
Napierki (niem. Napierken, w latach 1938–1945 Wetzhausen) – wieś w Polsce położona w województwie warmińsko-mazurskim, w powiecie nidzickim, w gminie Janowiec Kościelny.

## Historia
Według "Słownika geograficznego Królestwa Polskiego i innych krajów słowiańskich" (Tom VI, str. 898) z 1877 r. Napierki pierwotnie nazywane były Dąbrówką a także: Dombroffky, Domerofski, Dowbrowken. Pierwsze zapisy o wsi pojawiają się już w 1371 r, kiedy to Winryk V. nadaje Kniprode Pieciowi (bądź Petze, Peter) i Maciejowi "22 włók roli i 0,5 włóki łąk w Dąbrówce, w ziemi saskiej, na prawie chełmińskim, z obowiązkiem jednej służby w lekkiej zbroi". W 1484 r. Napierki mają 40 włók. W 1499 r. we wsi, przy trakcie wiodącym z Mławy do Warszawy, jest karczma należąca do Marcina Duszota. W 1542 r. Napierki zamieszkują jedynie Polacy. W 1877 r. mieszkańców jest 459 osób (głównie Mazurzy trudniący się rolnictwem), z czego 41,2% stanowią katolicy. W tym czasie Napierki leżą na pruskich Mazurach tuż przy granicy z Królestwem Polskim. "Słownik .." podaje, że okolica wsi jest pagórkowata i kamienista, a gleba piaszczysta i nieurodzajna.
W latach 1975–1998 miejscowość administracyjnie należała do województwa olsztyńskiego.

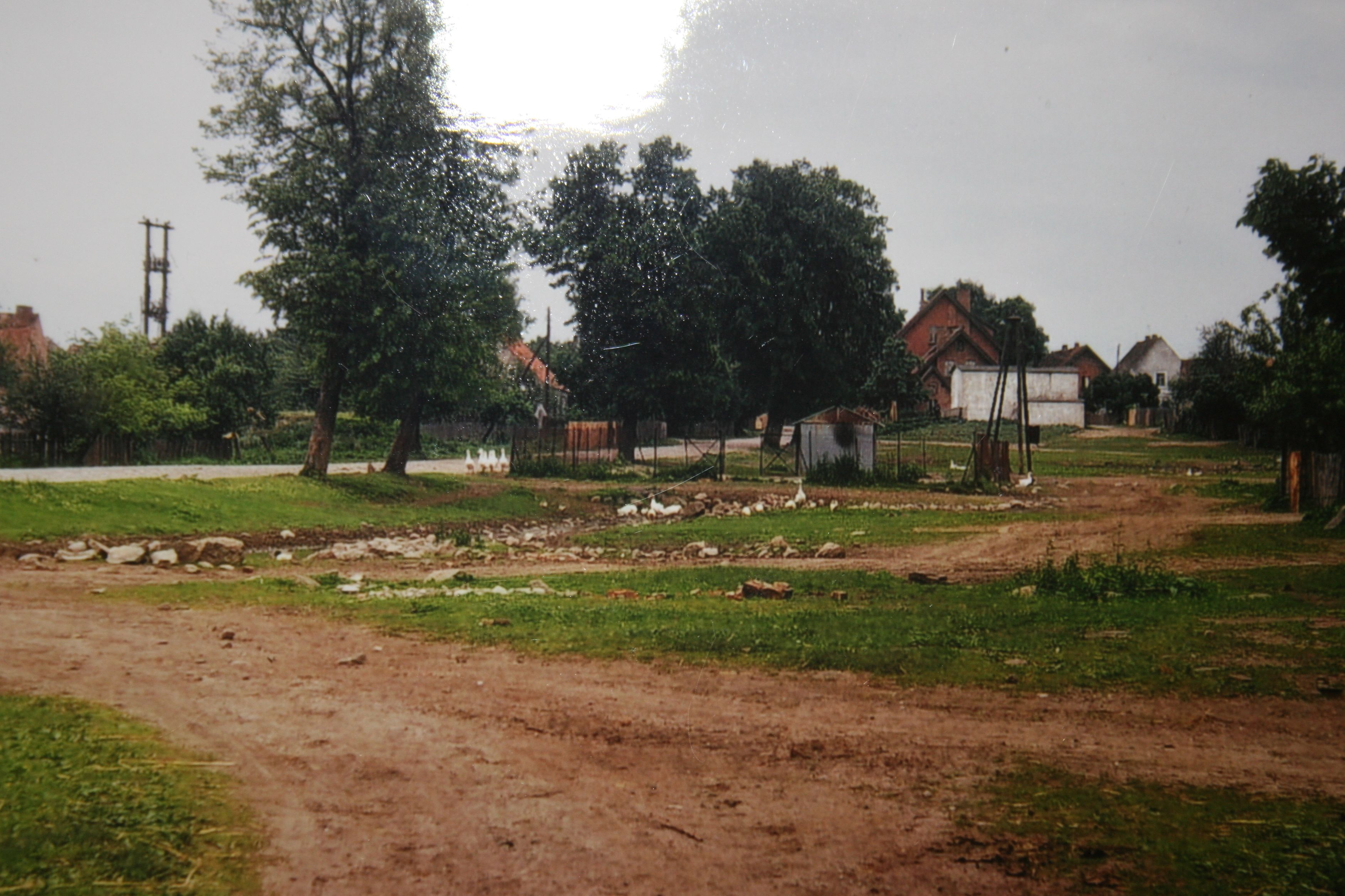
napierki1970
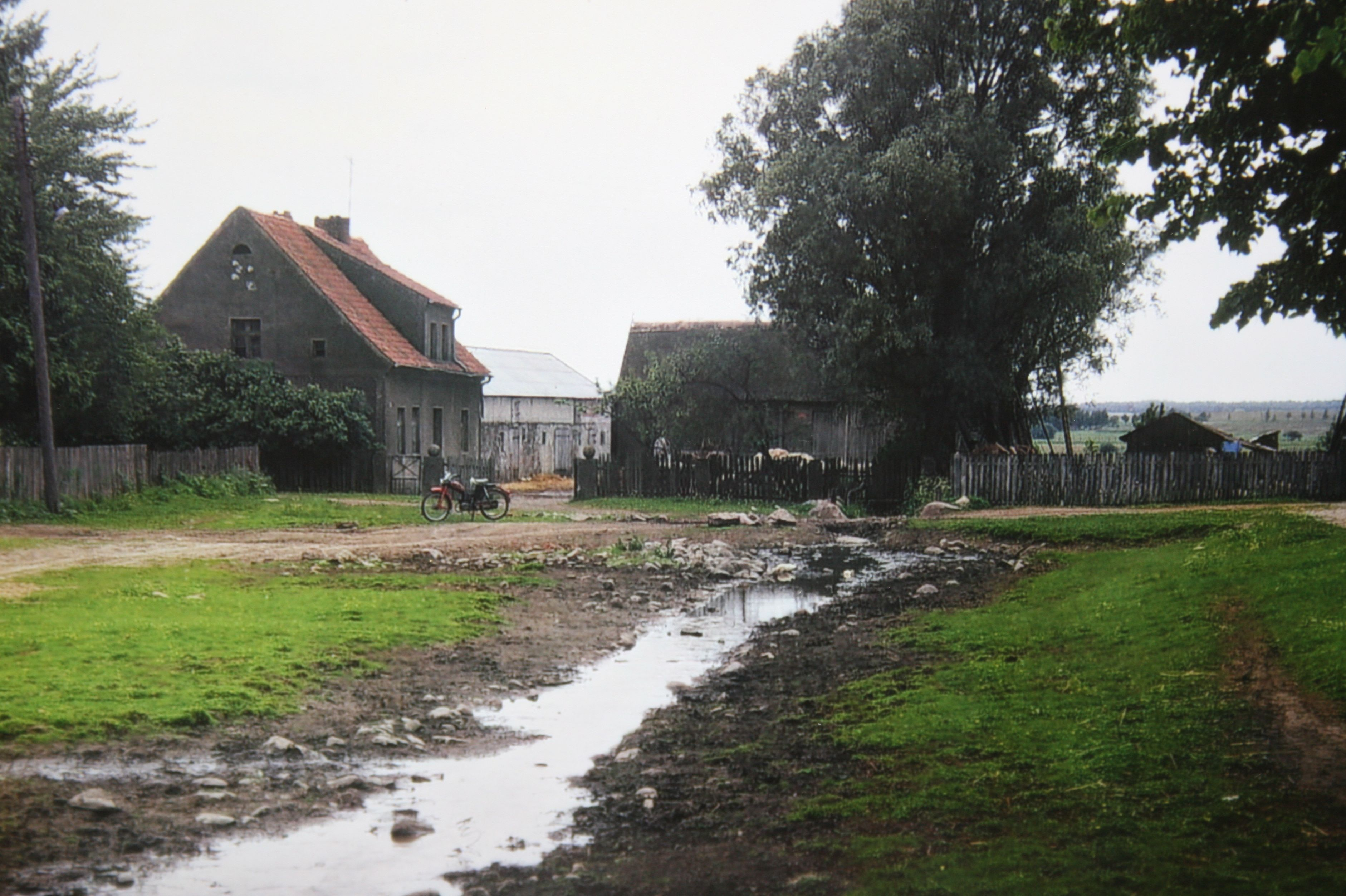
napierki1970